# LZ 121
Der Zeppelin LZ 121 „Nordstern“ war ein deutsches Verkehrsluftschiff, das nach dem Ersten Weltkrieg für den Passagierbetrieb der DELAG nach Skandinavien gebaut worden war, 1921 jedoch als Méditerranée, wie auch sein nach Italien transferiertes Schwesterschiff LZ 120 „Bodensee“, als Reparationsleistung an Frankreich abgegeben werden musste.

## Bau und Jungfernfahrt
Die Konstruktion entsprach weitestgehend der von LZ 120, jedoch war das Schiff gleich beim Bau um zehn auf insgesamt 131 Meter verlängert worden. Eine weitere Änderung war die Verkleinerung der oberen Leitwerksflosse. Hauptsächliches äußeres Unterscheidungsmerkmal waren die geschwungenen Formen an den Fenstern der Gondel. Bei LZ 120 waren sie rechteckig. Im Inneren waren die Fahrgastabteile innerhalb der Gondel im Gegensatz zu LZ 120 asymmetrisch aufgeteilt. Rechts war eine, links zwei Sitzreihen nebeneinander angeordnet, was von Beginn an eine Passagierkapazität von 30 Personen ergab, zehn mehr als ursprünglich beim Bodensee geplant.
Die Fertigstellung erfolgte im Januar 1920, die Indienststellung war für das Frühjahr vorgesehen. Der Betrieb von LZ 120 und LZ 121 wurde jedoch um das Ende des Jahres 1919 (das genaue Datum ist nicht bekannt) von den Alliierten untersagt. Die Zeppeliner hofften jedoch, dass es sich nur um eine vorübergehende Zwangspause handelte.
Während der Konferenz der Siegermächte des Ersten Weltkriegs im Juli 1920 in Spa und durch eine schriftliche Anordnung des Kommissionsvorsitzenden General E. A. Mastermann vom 9. August 1920 wurde festgelegt, dass LZ 120 und LZ 121 an die Siegermächte als Reparationszahlung ausgeliefert werden mussten. In einer Note der interalliierten Luftfahrt-Kontrollkommission an die Reichsregierung wurde am 16. November 1920 mitgeteilt, dass durch die Botschafterkonferenz beschlossen worden war, die beiden Schiffe beschlagnahmen zu lassen. Die Proteste der deutschen Regierung hatten keinen Erfolg. LZ 121 wurde Frankreich zugesprochen. Im Mai 1921 teilten die französischen Behörden mit, dass in Saint-Cyr-l’École bei Versailles eine Luftschiffhalle für den Zeppelin bereit wäre. Daraufhin wurde LZ 121 Nordstern zum ersten Mal fahrbereit gemacht.
Am 8. Juni 1921 brach der Zeppelin zu seiner einzigen Fahrt in Deutschland auf. An Bord der Probefahrt waren 13 Besatzungsmitglieder und 30 Passagiere. Darunter zum großen Teil Angehörige der Zeppelinwerke, jedoch keine Franzosen. Die Fahrt dauerte 3 Stunden und 45 Minuten. Es wurden diverse Manöver durchgeführt wie Steuerversuche und Geschwindigkeitstests, um die Eigenschaften des Schiffes zu ermitteln. Bei dieser Fahrt wurde auch ein Ballastschöpfer getestet. Er sollte es ermöglichen, Wasser vom Boden aufzunehmen, um Gewicht für den Auftriebsausgleich zu gewinnen, da der verbrauchte Kraftstoff Luftschiffe leichter werden lässt.

## Überführung
Am 13. Juni 1921 trat LZ 121 seine Überführungsfahrt nach Frankreich an. Rund 10.000 Menschen verabschiedeten den Zeppelin in Friedrichshafen. Abfahrt war um 11:30 Uhr, um 20:10 Uhr wurde Paris erreicht, die Landezeit in Saint-Cyr-l’École war 21:12 Uhr mit einer elfköpfigen Besatzung, die weitestgehend der Probefahrt-Mannschaft entsprach. Außerdem waren fünf Passagiere an Bord, darunter mindestens drei französische Offiziere. Die lange Fahrzeit von fast zehn Stunden für die 683 Kilometer erklärt sich durch starke Nordwestwinde an diesem Tag.

## LZ 121 alsMéditerranée
LZ 121 wurde an die französische Fluggesellschaft Société anonyme de navigation aérienne (Sana) übergeben. Sie wollte mit dem Zeppelin Luftschiffverkehr zwischen Südfrankreich und Algerien betreiben. Das Luftschiff wurde auf den diesem Zweck entsprechenden Namen Méditerranée (‚Mittelmeer‘) umbenannt.
Im Dezember war das Luftschiff mit seinem neuen Namen zum ersten Mal über Paris unterwegs. Im April 1922 wurde die Méditerranée an die französische Marine übergeben. Am 2. Mai erfolgte die Verlegung auf die Luftschiffbasis in Rochefort/Biskaya. Dort gab es auch geräumigere Hallen. Es wurden mehrere Fahrten zur Übung und Ausbildung unternommen.
Am 27./28. Juli wurde das Schiff in seine vorläufig neue Heimat auf die Marinebasis Cuers-Pierrefou bei Toulon verlegt. Bei der Landung wurde sie von der Dixmude erwartet. Der ehemalige Kriegszeppelin LZ 114, ebenfalls eine Reparationsabgabe, lag dort stillgelegt in der Luftschiffhalle. In der folgenden Zeit wurden weiter Übungs- und Ausbildungsfahrten auch für die Mannschaft der Dixmude unternommen. Am 10. Oktober 1922 wurde beispielsweise eine Wasserung auf dem Étang de Berre bei Marseille geübt.
Ein Hauptschwachpunkt der Zeppeline jener Tage waren die Gaszellen. Sie alterten (wie auch bei LZ 120) sehr schnell und hatten einen hohen Gasverlust. Im November trafen neue Gaszellen ein. Sie waren bei Nieuport-Astra gefertigt worden und bewährten sich sehr gut. Die Wartungsarbeiten dauerten bis zum 28. Juli 1923.
1923 nahm die Méditerranée an Manövern der französischen Marine im Mittelmeer teil. Am 10./11. August 1923 fuhr sie nach Algier, am 25. Oktober nach Rom.
Nach dem Verlust der Dixmude am 21. Dezember 1923 wurde der Betrieb von LZ 121 auf Kurzstreckenfahrten beschränkt. Im August 1926 wurde das Schiff stillgelegt. Die Ein- und Anbauten wurden demontiert. Im September 1926 wurde das Gerippe von LZ 121 mit steigenden Belastungen bis zur Zerstörung geprüft.
Drei Jahre später, 1929, fand die Mannschaft von LZ 127 „Graf Zeppelin“ bei einem Besuch mit ihrem Luftschiff in der Luftschiffhalle des Stützpunkts Cuers noch einen Hauptring von LZ 121 vor, der dort an der Wand aufgehängt war.

## Technik
Die Länge betrug 131 Meter, zehn Meter mehr als LZ 120. Es war einfach ein zylindrisches Teil in Form eines weiteren Haupt- und Nebenrings hinter den beiden vorderen Maschinengondeln eingefügt worden.
- Gaszellen: 13
- Volumen: 22.500 Kubikmeter
- Traggas: Wasserstoff
- Eigengewicht: 16 t
- Nutzlast: 11,5 t
- Antrieb: 4 wassergekühlte Sechszylinder-Reihenmotoren Maybach MB IVa mit insgesamt 720 kW (3 Luftschrauben)
- Höchstgeschwindigkeit: 127 km/h